# Alfonso Baeza
Para otras acepciones, véase Baeza.
Alfonso Baeza Donoso (Santiago, 1 de marzo de 1931-Santiago, 5 de diciembre de 2013) fue un sacerdote diocesano chileno. Fue ordenado sacerdote en junio de 1960, a los 29 años.
Fue el primer vicario de la Pastoral Obrera de Santiago (1977-2000), labor en la cual destacó por su lucha a favor de los derechos humanos. También fue director de Caritas Santiago y desde 2006 hasta su muerte se desempeñó como administrador parroquial en la comunidad Sagrado Corazón de Jesús de Estación Central.

## Biografía

### Estudios y labor ministerial
Estudió en el Liceo Alemán de los Misioneros del Verbo Divino, en el barrio Bellavista. Luego de titularse como ingeniero civil en la Universidad Católica, entró al Seminario Pontificio de Santiago en 1954, y el 11 de junio de 1960 fue ordenado sacerdote.
Su compromiso social se hizo evidente a partir de 1965, cuando asumió el cargo de asesor eclesiástico del Movimiento Obrero de Acción Católica (MOAC), en el que siguió hasta el año 1978, en pleno régimen militar de Augusto Pinochet. En la institución afiliada al Movimiento Internacional de Trabajadores Cristianos, con sede en Bruselas, se desempeñó como asesor permanente en Santiago y luego en Latinoamérica.
Tras el golpe militar de 1973, Alfonso Baeza cooperó con el Comité Pro Paz y con la Vicaría de la Solidaridad, donde fue un cercano colaborador en enero de 1976. Al año siguiente, el cardenal Raúl Silva Henríquez crea la Vicaría de la Pastoral Obrera y nombra a Baeza primer vicario de esa institución, cargo que desempeñó hasta junio de 2000.
Baeza también se desempeñó como vicario de la Pastoral Obrera para la Pastoral Social de Santiago. Luego el cardenal Francisco Javier Errázuriz lo ratificó como vicario episcopal para la Pastoral Social, cargo que deja en el año 2006 para asumir el de director de Caritas Santiago, y a fines de ese mismo año fue nombrado vicepresidente de la entidad.

### Su fuerte, los DD HH y el trabajo social
El padre Baeza siempre se destacó por su incansable trabajo en la defensa de los derechos humanos en su calidad de vicario de la Pastoral Social. Además, tuvo una voz crítica en relación con lo que consideraba un sueldo ético para las personas. Quienes hablaban de Alfonso Baeza se referían a él como el «curita de los más pobres», el cura de los trabajadores, de la justicia y de los Derechos Humanos. Era un hombre sin dobleces, decían sus pares, un hermano que ayudaba a los suyos y jamás dejaba de preocuparse. Fue colaborador en la Conferencia Episcopal, cuando esta debía realizar su labor enfrentando dramáticos problemas de pobreza y situaciones que rozaban con trabajos precarios que afectaban a más de un millón de chilenos. Baeza fue asumiendo su papel como un colaborador indiscutible y fundamental de la Iglesia en temas tan básicos y que marcaban a muchas familias pobres del país.

### Fallecimiento
Murió Alfonso Baeza el 5 de diciembre de 2013, mientras dormía, debido a una enfermedad que lo aquejaba desde hacía un año. Sus restos fueron velados en la iglesia del Sagrado Corazón de Jesús en la Alameda. El arzobispo de Santiago, monseñor Ricardo Ezzati, ofició dos días después de la muerte del padre una misa fúnebre en una repleta Catedral Metropolitana, por el alma de Alfonso Baeza Donoso, cuyos restos posteriormente fueron trasladados al Cementerio General, lugar donde se encuentra el mausoleo familiar. Del mundo político, estaban presentes el presidente de la DC, Ignacio Walker, el diputado y electo senador Carlos Montes (PS), el senador Camilo Escalona (PS), el diputado Tucapel Jiménez (PPD) y la madre de la candidata presidencial Michelle Bachelet, Ángela Jeria, Sebastián Piñera, entre otros.
Al padre Baeza se le han hecho varios reconocimientos póstumos: su nombre lo lleva un sindicato (Sindicato N.º 3 Padre Alfonso Baeza Donoso del Arzobispado de Santiago de Chile) y en 2017 se celebró una escuela de formación sindical Padre Alfonso Baeza, donde distintos dirigentes se especializaron en Ley que Moderniza el Sistema de Relaciones Laborales; en Coquimbo (Los Copihues 80) tiene su sede la Corporación Padre Alfonso Baeza, que en mayo de 2018 consiguió por 5 años la concesión gratuita "sobre el inmueble fiscal ubicado en calle Ramón Carnicer s/n, sector Compañía Baja, comuna de La Serena, para dictar talleres de capacitación y desarrollo personal a personas en situación de vulnerabilidad"